# إيرل جان
إيرل جود جان (بالإنجليزية: Earl Jude Jean)‏ (مواليد 9 أكتوبر 1971 في سانت لوسيا) لاعب كرة قدم سانت لوسيا دولي ويلعب حاليا في نادي سان جوان جابلوتي يجيد اللعب في خط الهجوم .

## روابط خارجية
- إيرل جان على موقع الاتحاد الدولي (مؤرشف)  (الإنجليزية)
- إيرل جان على موقع قاعدة بيانات كرة القدم.إي يو (الإنجليزية)
- إيرل جان على موقع ناشيونال فوتبول تيمز (الإنجليزية)
- إيرل جان على موقع Soccerbase.com (لاعب) (الإنجليزية)